# Lita Ford
Lita Ford, rodným jménem Lita Rosanna Ford (* 19. září 1958 Londýn) je rocková kytaristka a zpěvačka, populární hlavně v 80. letech.
Narodila se v Londýně, v rodině anglického armádního veterána Harryho Leonarda a jeho ženy Lisy mexicko-italského původu. Když byly Litě 4 roky, přestěhovala se s rodinou do Kalifornie, v 11 letech začala hrát na kytaru a jako sedmnáctiletá se stala členkou dívčí rockové skupiny The Runaways, a po rozpadu v roce 1979 začala její sólová dráha. První dvě alba, která vydala, dosáhla průměrného úspěchu.
V roce 1988 s Ozzy Osbournem nazpívala hitový duet "Close My Eyes Forever".

## Hudební kariéra

### The Runaways (1975–1979)
V roce 1975, když bylo Fordové šestnáct let, ji nahrávací impresário Kim Fowley angažoval do ženské rockové skupiny The Runaways. Skupina brzy získala nahrávací smlouvu a v roce 1976 vydala své první album. Kapela si získala značnou pozornost médií a Runaways se staly úspěšnou nahrávací a koncertní skupinou v době svého největšího rozkvětu na konci 70. let. Fordova hra na sólovou kytaru se stala nedílnou součástí zvuku skupiny až do jejího definitivního rozpadu v dubnu 1979.
V roce 1977 propukly v kapele Runaways vnitřní konflikty, v té době se již rozešli s producentem Fowleym, zpěvačkou Cherie Currie a baskytaristou Jackie Foxem. Zpěvačka a kytaristka Joan Jett chtěla, aby se kapela posunula k punkrockovému zvuku více ovlivněnému Ramones, zatímco Ford a bubeník Sandy West chtěli pokračovat v hraní hardrockově orientovaných písní, kterými se kapela proslavila. Protože ani jedna z frakcí nebyla ochotna přistoupit na kompromis, skupina se nakonec v dubnu 1979 rozpadla.

### Sólová dráha (1982–1995)
V roce 1982 podepsal Ford smlouvu s Mercury Records a vydal se na sólovou dráhu. Její debutové sólové album Out for Blood vydané v roce 1983 bylo komerčním zklamáním. Její další album Dancin' on the Edge (1984) dosáhlo mírného úspěchu a Fordova popularita začala stoupat. Album Dancin' on the Edge obsahovalo singl "Fire in My Heart", který se v několika zemích mimo Spojené státy dostal do Top 10 hitparád. Následující singl "Gotta Let Go" si vedl lépe. Ford v jednom rozhovoru uvedl, že u RCA Records nahrála nevydané album, na kterém Tony Iommi nevystupoval.
Ford vystupuje 19. prosince 1988 v Olympiahalle v Mnichově v západním Německu.
Ford podepsal smlouvu s RCA Records, najal si Sharon Osbourne Management a znovu se objevil s pop-metalovým zvukem, který byl více přátelský pro rádia. V roce 1988 vydala své komerčně nejúspěšnější album Lita, které si sama produkovala. Album obsahovalo několik singlů včetně "Kiss Me Deadly", "Back to the Cave", "Close My Eyes Forever" a "Falling in and Out of Love", písně, kterou spolu s ní napsal Nikki Sixx z Mötley Crüe. Balada "Close My Eyes Forever", duet s Ozzym Osbournem, zůstává její nejúspěšnější písní, která se dostala na 8. místo v americkém žebříčku Billboard Hot 100.Ford na úspěch alba Lita navázal albem Stiletto (1990). Stiletto obsahovalo singly "Hungry" a "Lisa" (píseň věnovaná její matce). Album však nedosáhlo úspěchu její předchozí desky. Dalším Fordovým albem bylo Dangerous Curves (1991), které vyšlo v roce 1991.

### Dlouhá přestávka (1996-2007)
V červnu 2008 se Lita znovu objevila v nové kapele se Stetem Howlandem (W.A.S.P.), na bicí a odehrál několik zahřívacích koncertů pod názvem Kiss Me Deadly před Rocklahoma v Pryoru v Oklahomě.  V červnu 2009 absolvovala poslední čtrnácté turné po Spojených státech a Evropě v nové sestavě, kterou tvořili bývalý kytarista Guns N' Roses Ron "Bumblefoot" Thal, bubeník Dennis Leeflang a baskytarista Deepfield PJ Farley.
Po dlouhé nahrávací pauze vydala Ford 6. října 2009 na značce JLRG Entertainment album Wicked Wonderland, v rozhovoru pro ExclusiveMagazine.com Ford hovořila o svém novém materiálu: "Prostě jsem chtěla nakopnout zadek! Nevím, co je populární nebo co je zrovna v kurzu. Chtěla jsem jen, aby ta hudba byla rocková! Texty jsou velmi osobní a to je vše. Nechtěla jsem vystupovat v sandálech s chlupatým podpažím!".
Ford vystupuje 27. června 2009
V květnu 2011 Lita slíbila, že ještě v tomto roce vydá s bubeníkem Chuckem Spradlinem "opravdové comebackové album", a prohlásila, že nu metalem inspirovaná deska Wicked Wonderland z roku 2009 byla příliš velkým společným projektem s bývalým manželem Jimem Gillettem. "Hodně lidí mi říkalo, že chtějí skutečné album Lity Ford, a já vím, co tím myslí. Dostanou ho," nechala se tehdy slyšet[21].

## Soukromý život
V polovině 80. let byla Fordová krátce zasnoubená s kytaristou Tony Iommim z Black Sabbath. Iommi se podílel na produkci jejího alba The Bride Wore Black, které však nikdy nevyšlo. Ford v roce 1989 v rozhovoru pro časopis Kerrang! uvedl, že "mezi mnou a Tonym je určitá zlá krev". Ve své autobiografii tvrdila, že Iommi ji během vztahu několikrát velmi fyzicky zneužil.
Fordová byla počátkem devadesátých let krátce vdaná za kytaristu skupiny W.A.S.P. Chrise Holmese. Poté, co se manželé rozvedli, se Fordová v roce 1994 seznámila s bývalým zpěvákem skupiny Nitro Jimem Gillettem; pár se vzal po pouhých dvou týdnech známosti. Mají dva syny, Jamese a Rocca. Rodina se přestěhovala na Turks a Caicos, kde Gillette provozoval malou stavební a developerskou firmu. 
Manželství s Gillette se začalo rozpadat poté, co začal jednat s TLC o televizní reality show s předběžným názvem The Gillettes: Extrémní americká rodina. V rozhovoru pro webové stránky Classic Rock Revisited z března 2011 Fordová uvedla, že odjela na služební cestu do Los Angeles, aby s vedením TLC projednala tento pořad, a po návratu domů zjistila, že s ní manžel a synové nemluví. Fordová také tvrdila, že Gillette proti ní poštval děti, když jim naznačoval, že jim chce ublížit, poté co v navrhovaném seriálu převzala větší míru kontroly. Následně tvrdila, že Gillette začal její syny nabádat, aby ji fyzicky napadali, což ji přimělo požádat o rozvod. V rozhlasovém rozhovoru v únoru 2011 Fordová přiznala, že její manželství s Gillettem skutečně skončilo, čímž skončily veškeré plány na televizní seriál. Po ukončení vztahu s Gillettem se Fordová stala obhájkyní povědomí o rodičovském odcizení.
V roce 2016 vydala Fordová autobiografii Living Like a Runaway: A Memoir, vydanou nakladatelstvím Dey Street Books. V knize Fordová tvrdí, že v roce 1976 dočasně opustila skupinu The Runaways poté, co dospěla k závěru, že její spoluhráči "jsou všichni gayové", což jí nebylo příjemné. Napsala, že jí připadalo "divné", že s ní nikdy nemluvili o klucích a "pořád se chichotali o jiných holkách".

## Diskografie

### SThe Runaways
- 1976 – The Runaways
- 1977 – Queens of Noise
- 1977 – Live in Japan
- 1977 – Waitin' for the Night
- 1978 – And Now... The Runaways

### Sólová alba
- 1983 – Out For Blood
- 1984 – Dancin' On The Edge
- 1988 – Lita
- 1990 – Stiletto
- 1991 – Dangerous Curves
- 1994 – Black
- 2009 – Wicked Wonderland
- 2012 – Living Like a Runaway
- 2016 – Time Capsule

### Kompilace
- 1987 – The Best of the Runaways
- 1992 – The Best of Lita Ford
- 1993 – Greatest Hits
- 1997 – Kiss Me Deadly
- 1999 – Greatest Hits
- 2000 – Greatest Hits Live!
- 2001 – Kiss Me Deadly (vydané jen v UK)
- 2004 – Platinum and Gold Collection – The Best of Lita Ford